# Finetti-diagram

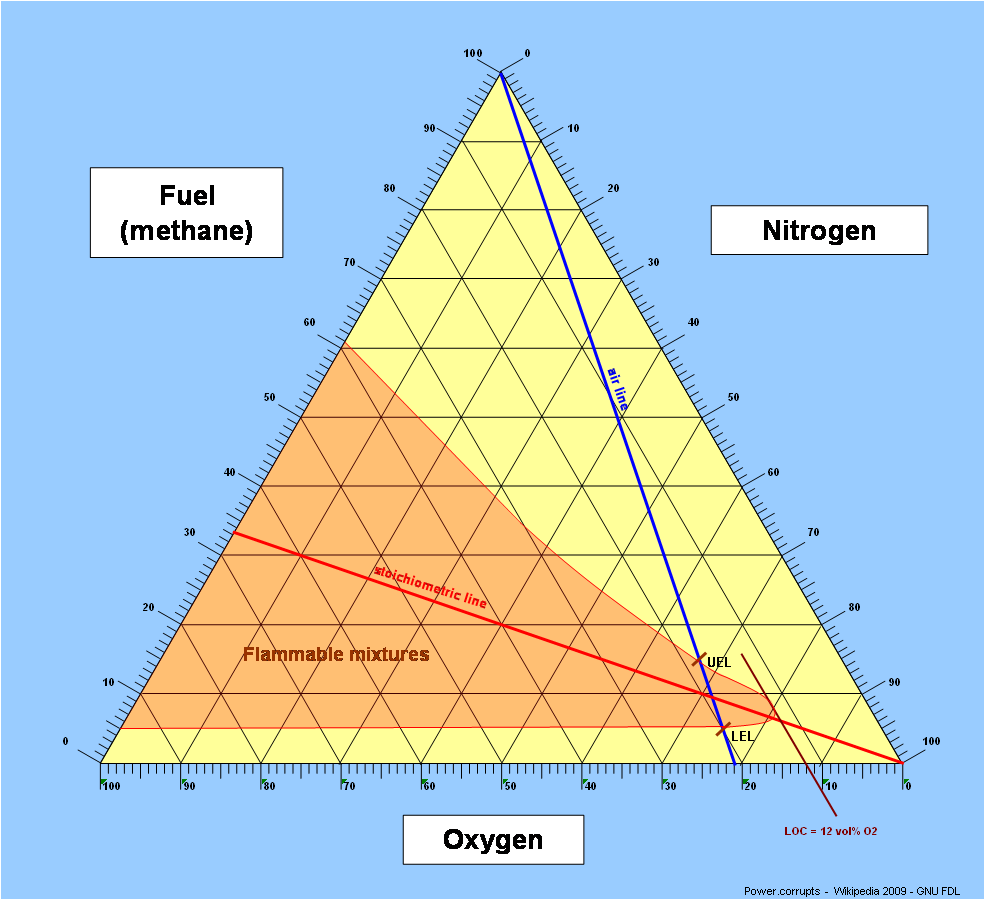
Brandbaarheid van een mengsel van methaan, zuurstof en stikstof

Kleur van een legering van goud, zilver en koper

Een Finetti-diagram, ternair diagram, driehoekdiagram of simplexdiagram is een grafische voorstelling in de vorm van een driehoek met barycentrische coördinaten van drie veranderlijken met een constante som. Het Finetti-diagram vindt toepassing in veel disciplines, waaronder scheikunde, mineralogie, metallurgie, optica, genetica en speltheorie.